# Metallaxis teledapa
Metallaxis teledapa är en fjärilsart som beskrevs av Louis Beethoven Prout 1932. Metallaxis teledapa ingår i släktet Metallaxis och familjen mätare. Inga underarter finns listade i Catalogue of Life.